# Травково (посёлок)
Травково — посёлок в Боровичском муниципальном районе Новгородской области, административный центр Травковского сельского поселения.
Посёлок находится на Валдайской возвышенности, на высоте 164 м над уровнем моря, расположен к северу от линии Октябрьской железной дороги «Угловка — Боровичи». К югу от посёлка находится посёлок Молчановка и посёлок при станции Травково.

## История
Посёлок возник в XX веке, как центральная усадьба совхоза «Травково», был центром Травковского сельсовета. После прекращения деятельности Травковского сельского Совета в начале 1990-х стала действовать Администрация Травковского сельсовета, которая была упразднена с 1 января 2006 года на основании постановления Администрации города Боровичи и Боровичского района от 18 октября 2005 года и посёлок, по результатам муниципальной реформы административный центр муниципального образования — Травковское сельское поселение Боровичского муниципального района (местное самоуправление), по административно-территориальному устройству подчинён администрации Травковского сельского поселения Боровичского района.

## Население
| 2010 |
| ---- |
| 265  |

Постоянное население посёлка на 1 января 2011 года — 335 человек, хозяйств — 123.

## Экономика и социально значимые объекты
Дом культуры посёлка Травково, Травковская сельская библиотека, отделение связи посёлка Травково, магазин Боровичского РАЙПО, Травковский фельдшерско-акушерский пункт.